# Aït Khelfa
Aït Khelfa (Ait Khalfa) (en kabyle : At Xelfa ; ⴰⵉⵜ ⵅⴻⵍⴼⴰ en tifinagh) est un village de Kabylie, situé dans la commune d'Ait Bouaddou code postal (15025), daïra es Ouadhias wilaya de Tizi-ouzou.

## Géographie
Le village d'Aït Khelfa se situe au nord-est de la commune d'Aït Bouaddou.
| Ait Mallem , Takherradjit et Tamkarbout | Azaghar commune Agouni Gueghrane et Ouadhia centre | Azaghar commune Agouni Gueghrane et Ouadhia centre |
| Aït Maalem et Takherrajit               | Aït Khelfa                                         | Iazunen et Aït El Kaïd                             |
| Takherrajit et Tabouth                  | Ait Irane                                          | Iazunen                                            |

La commune d'Aït Bouaddou se situe au sud-ouest de la daïra des Ouadhias.
| Mechtras    | Tizi N'Tleta                                            | Ouadhia          |
| Assi Youcef | Aït Bouaddou                                            | Agouni Gueghrane |
| Assi Youcef | Parc national du Djurdjura et Haïzer (wilaya de Bouira) | Agouni Gueghrane |

### Localités de la commune
La commune d'Aït Bouaddou est composée de huit localités :
- Aït Amar
- Aït Djemaa, chef-lieu de la commune
- AÏt Khalfa
- Aït Maalem
- Ait Irane, à 813 m d'altitude.
- Aït Ouel Hadj
- Ibadissen
- Takherradjit
- Tamkarbout

## Personnalités
- Ahmed Oumeri : héros national